# Il nobile Orša
Il nobile Orša (Боярин Орша, Bojarin Orša) è un cortometraggio muto del 1909 diretto da Pёtr Čardynin.